# Hydroporus planus
Hydroporus planus là một loài bọ cánh cứng trong họ Bọ nước. Loài này được Fabricius miêu tả khoa học năm 1782.

## Hình ảnh

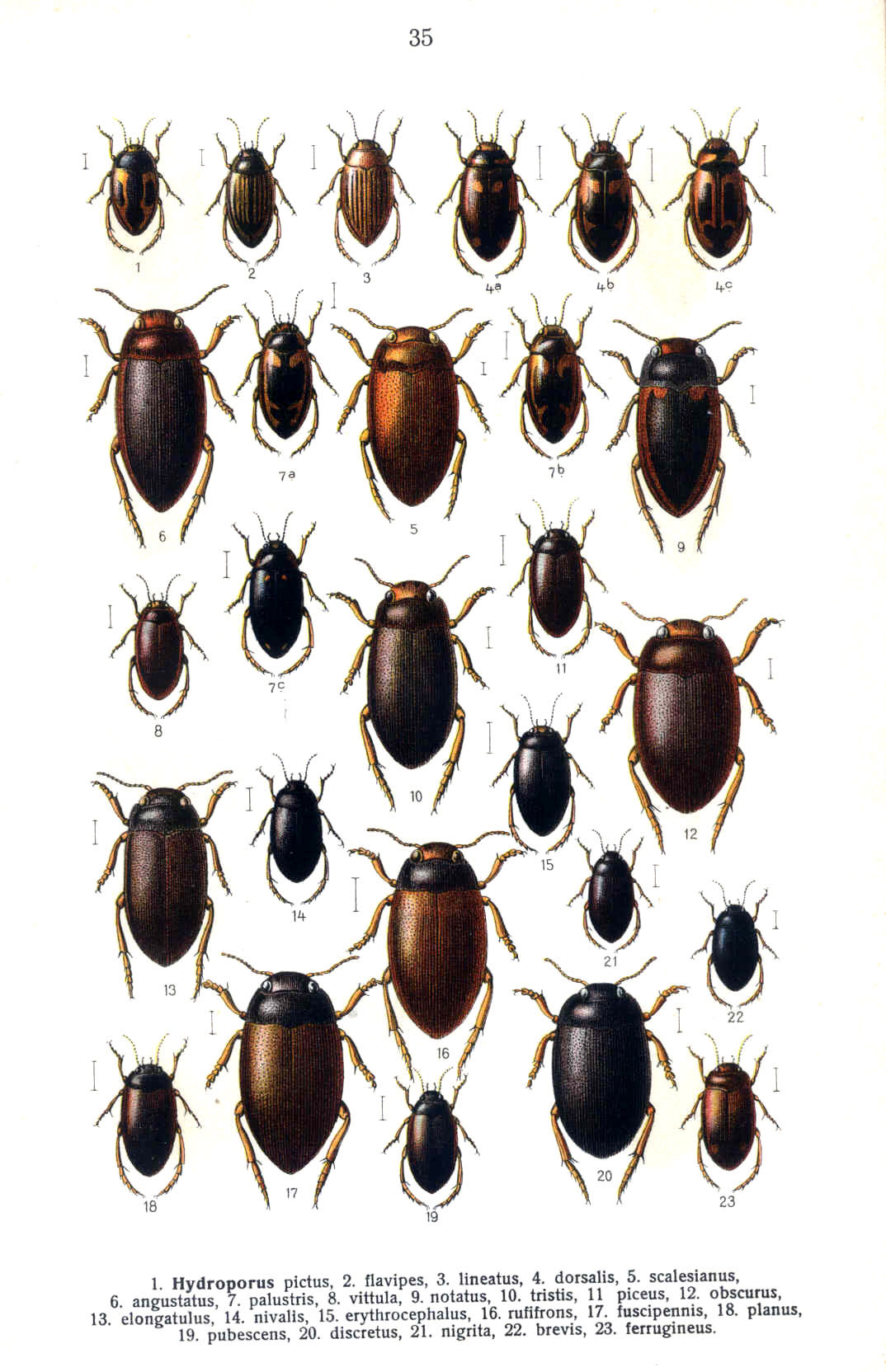